# Miron Kantor
Michał Miron Kantor (ur. 23 marca 1882 w Kownie, zm. 1940 w Katyniu) – major lekarz pospolitego ruszenia Wojska Polskiego, doktor wszech nauk lekarskich.

## Życiorys
Syn Mojżesza, jubilera, i Matyldy Dembo.
Studiował medycynę na uniwersytecie w Berlinie, gdzie 21 listopada 1908 r. uzyskał stopień doktora medycyny na podstawie rozprawy Die Behandlung der Kniegelentuberkulose in der Königl. Chir. Klinik von 1888–1903 (Berlin 1908). Dyplom nostryfikował na uniwersytecie w Charkowie.
W 1910 r. zamieszkał w Łodzi i został zatrudniony jako asystent na oddziale chirurgicznym Żydowskiego Szpitala Fundacji im. małżonków Izraela i Leony Poznańskich w Łodzi przy ul. Nowotargowej (obecnie ulica Seweryna Sterlinga) 1/3.
17 lutego 1913 r. został nadetatowym lekarzem żydowskich miejskich szkół elementarnych. Później został ordynatorem Miejskiego Szpitala na Radogoszczu. Był konsultantem chirurgicznym Łódzkiego Klubu Sportowego. Brał udział w przygotowaniu kondycyjnym swego kuzyna Romana Kantora (1912–1943), szermierza, reprezentanta Polski na olimpiadzie w Berlinie (1936).
Zmobilizowany do armii rosyjskiej w 1914 r., awansował do stopnia kapitana. Wzięty do niewoli austriackiej, przebywał w obozie jenieckim na Węgrzech do zakończenia działań wojennych. W maju 1919 r. wstąpił do Wojska Polskiego, został mianowany komendantem Szpitala Wojskowego w Grodnie, którym kierował do ewakuacji miasta w 1920 r., potem był komendantem szpitali polowych i stałych na szlaku wojny polsko-bolszewickiej.
Zdemobilizowany w stopniu majora ze starszeństwem od 1 czerwca 1919 r., powrócił do Łodzi i zamieszkał przy ul. Legionów (obecnie ul. Zielona) 5. Pracował w zamkniętej służbie zdrowia i prowadził rozległą praktykę prywatną.
Był społecznikiem m.in. w latach 1911–1912 był wiceprezesem Towarzystwa Dramatyczno-Literackiego „Ars” w Łodzi.
W związku z wybuchem II wojny światowej został zmobilizowany 1 września 1939 r., i otrzymał przydział do kadry zapasowej 4 Szpitala Okręgowego. W nieznanych okolicznościach dostał się do niewoli radzieckiej i został osadzony w obozie w Kozielsku.
Zginął w Katyniu w 1940 r., spoczywa tam na cmentarzu.
W małżeństwie z Florą z Amzelów miał syna Stefana (ur. 24 maja 1913).

## Odznaczenia
- Krzyż Kampanii Wrześniowej – pośmiertnie 1 stycznia 1986[2]